# Dornier Do 22
O Dornier Do 22 foi uma aeronave desenvolvida pela Alemanha durante os anos 30. Apesar de uma excelente performance, foram construídos por volta de 30 exemplares apenas, entre 1938 e 1939, cuja produção focou-se unicamente para exportação. Foi operado durante a Segunda Guerra Mundial pela Grécia, Jugoslávia e Finlândia.

## Variantes
- Do 22 kg - Operado pela Força Aérea da Grécia
- Do 22 Kf - Operado pela Força Aérea da Finlândia
- Do 22 Kj - Operado pela Força Aérea da Jugoslávia